# Ministerio de Deportes y Recreación (República Dominicana)
El Ministerio de Deportes y Recreación de la República Dominicana (MIDEREC) es un organismo de Estado encargado de incentivar, dirigir y regular la práctica del deporte, la actividad física y la recreación sana en el país, con la finalidad de contribuir con el buen desarrollo físico y mental de todos los ciudadanos.
Fue creado como Secretaría de Estado de Deportes, Educación Física y Recreación en 1974. Su sede se encuentra en Santo Domingo, en la Av. 27 de Febrero en el Centro Olímpico Juan Pablo Duarte. Su actual ministro es Francisco José Camacho Rivas, desde el 16 de agosto de 2020.
En su sitio web cuenta con un mapa interactivo con las instalaciones deportivas que se encuentran en todo el país.

## Historia
En 1974, se crea la Secretaría de Estado de Deportes, Educación Física y Recreación mediante la Ley n.º 97-74 del período de los Doce Años de Balaguer.
En 2005, la Ley General de Deportes no. 356-05 reorganiza esta institución que pasará a nombrarse Secretaría de Estado de Deportes y Recreación, derogando la anterior Ley n.º 97-74. Con la reforma constitucional de 2010, que cambió el nombre de las oficinas gubernamentales, pasó a ser el Ministerio de Deportes y Recreación mediante el decreto n.º 56-10.

## Estructura
Como los demás Ministerios del país, el de Deportes está subdividido en viceministerios. Estos son:
- Viceministerio Técnico
- Viceministerio de Deporte de Tiempo Libre y Eventos Especiales
- Viceministerio de Recreación y Actividad Física
- Viceministerio de Enlace del Deporte Escolar y Universitario
- Viceministerio de Mantenimiento e Instalaciones Deportivas
- Viceministerio de Deportes Federado y Alto Rendimiento